# Georg Grimme
Georg Martin Grimme (ur. 1 października 1907 w Braniewie, zm. 21 lutego 1986 w Münster) – warmiński duchowny katolicki, dziekan konsystorza warmińskiego, sędzia prosynodalny, autor licznych publikacji, twórca periodyku Braunsberger Schulhefte.

## Życiorys
Georg Grimme urodził się w 1907 roku w Braniewie w rodzinie kupca i księgarza Hansa Grimme (1878–1949) i Josefine z domu Wenzel (1886–1946). Był najstarszy z piątki rodzeństwa, miał 2 siostry i 2 braci, Johannesa i Maxa. Obaj jego bracia zostali również kapłanami, lecz zakonnymi (pallotynami). Przodkowie jego pochodzili z Sauerlandu (w Nadrenii Północnej-Westfalii), jego dziadek Friedrich Wilhelm Grimme był uznanym poetą, pisarzem i botanikiem. Rodzina Grimme mieszkała w Braniewie na Starym Mieście przy Langgasse 78 (po wojnie ul. Gdańska). Tam ojciec Hans prowadził firmę wydawniczą, sklep z książkami oraz artykułami szkolnymi Benders Buchhandlung, w 1926 przejęty przez Herdersche Buchhandlung.
Georg ukończył gimnazjum w Braniewie, uzyskując maturę na wiosnę 1926 roku. Od 17 marca 1926 rozpoczął studia prawnicze w Bonn. Po semestrze przeniósł się na Uniwersytet Albrechta w Królewcu. Najpierw planował obrać zawód urzędnika państwowego; marzył, aby zostać starostą. Jednak w trakcie studiów zmienił plany i od semestru letniego 1927 rozpoczął studia filozoficzno-teologiczne w Seminarium Duchownym w Braniewie. Po ukończeniu ich otrzymał 26 lipca 1931 roku święcenia kapłańskie w katedrze we Fromborku z rąk biskupa warmińskiego Maximiliana Kallera.
Jako neoprezbiter został skierowany do pełnienia posługi duszpasterskiej w parafii św. Antoniego Opata w Wozławkach koło Bisztynka, następnie posługiwał w Tolkowcu i Dobrym Mieście. W 1938 został skierowany do samodzielnego zarządzania parafią, jako kuratus, następnie mianowany został proboszczem w Korniewie.
We wrześniu 1939 dzięki jego staraniu, za zgodą biskupa Kallera, udało się uwolnić z obozu koncentracyjnego ze Stalagu I A Stablack (obóz w Kamińsku i Stabławkach) grupę około 25 polskich duchownych, profesorów i proboszczów i umieścić ich następnie w klasztorze w Stoczku Klasztornym.
W 1945, podczas exodusu przed frontem Armii Czerwonej, opuścił wraz z ludnością cywilną Prusy Wschodnie. W czasie transportu statkiem, który skierował się w stronę Danii, pełnił posługę kapłańską i udzielał sakramentów, również tych ostatnich, umierającym cywilom i rannym żołnierzom. Jako kapłan nie został w Danii internowany jak pozostali pasażerowie, toteż nadal posługiwał pośród uciekinierów oraz więźniów. Gdy stało się jasne, że nie będzie już drogi powrotu do Prus Wschodnich, dla wielu emigrantów nie było już zbyt istotne, dokąd powędrują dalej. Wówczas ks. Grimme obrał za motto życiowe łacińską sentencję tamquam migraturi habitamus (mieszkamy, jakbyśmy musieli migrować). Celem jego wędrówki była najpierw Ameryka Południowa (m.in. Argentyna, Chile, Urugwaj). Od 1949 wykładał łacinę i religię w kolegium św. Urszuli w Maipú w Chile. Był tam również założycielem i dyrektorem centrum kulturalnego „Albertus Magnus" przy uniwersytecie katolickim. W 1954 powrócił do Niemiec, jednak przez wiele lat był związany z wiernymi w Ameryce. Pracował jako nauczyciel religii w gimnazjum w Ahaus w Nadrenii Północna-Westfalia, następnie w Stuttgarcie. W latach 1959–1962 ponownie wyjechał do Danii, był tam rektorem w klasztorze Dalum. Ostatnie lata życia spędził w Münster-Hiltrup.
Był twórcą i współredaktorem Braunsberger Schulhefte, pisał także do Ermländischer Hauskalender. Wniósł znaczny wkład w doprowadzenie do finału procesu beatyfikacyjnego Doroty z Mątowów (beatyfikacja nastąpiła w 1976). W 1963 otrzymał godność radcy konsystorza (Konsistorialrat), w 1969 godność kapelana honorowego Jego Świątobliwości, w 1978 godność prałata papieskiego. W 1982 wizytator apostolski Johannes Schwalke odznaczył go w uznaniu jego zasług na Warmii – jako pierwszą osobę – Medalem św. Andrzeja.
W 1984 został odznaczony Krzyżem Zasługi Republiki Federalnej Niemiec na Wstędze.